# Димитрије Цветковић
Димитрије Цветковић – Мита Бристолац (Ниш, 5. октобар 1930 – 20. јун 2009) био је фудбалер, фудбалски радник и дугогодишњи капитен фудбалског клуба Слога.

## Играчка каријера
Димитрије је поникао у пионирима фудбалског клуба Цар Константин за време окупације. Са петнаест година постао је играч Задругара, који је касније прерастао у Будућност. Играо је за Динамо, Раднички, Трговачки, а од 1952. до 1965. наступао је за ФК Слога, где је био најтрофејнији фудбалер. Освојена првенства: Нишко-топличке зоне (1955/56), Нишког подсавеза (1961/62) и Среске лиге (1963/64) и Купом Града Ниша (1955).
По завршетку активне играчке каријере годинама је био у руководству Слоге, данашњег ФК Цар Константин.

## Остало
Породица Цветковић са Бубња је била позната не само по кафеџијско-угоститељским објектима Бристол већ и по китњастим фијакерима и још лепшим тркачким коњима. У кући је било доста посла за сваког, али школа је била приоритет. Своје основно образовање Димитрије је започео у школи Краљ Петар I у Нишу. Завршио је Прву мушку гимназију, са вишим течајним испитом а Вишу педагошку школу на одсеку историје и географије. Радио је на одговорним државним пословима. Године 1966. засновао је радни однос у Заводу за заштиту рада, који је касније преименован у Факултет заштите на раду Ниш. Димитрије је био један од оснивача факултета.